# علف‌انبانی سندرسون
علف‌انبانی سندرسون (نام علمی: Utricularia sandersonii)، گیاه‌مثانه سندرسون، گونه‌ای از گیاهان گل‌دار از خانواده گیاه‌مثانه است. در ابتدا توسط گیاه‌شناس بریتانیایی دانیل الیور در سال ۱۸۶۵ توصیف و منتشر شد، این گیاه همیشه‌سبز گوشت‌خوار است که بومی شمال کوازولو-ناتال و ترانسکی در آفریقای‌جنوبی است.

## توصیف
تا ۵۰ سانتی‌متر بلند و پهن است، به‌صورت سنگ‌رست روی سطوح صخره‌ای مرطوب و اغلب عمودی در ارتفاعات از ۲۱۰ متر تا ۱۲۰۰ متر رشد می‌کند. گوشت‌خواری در زیر سطح رخ می‌دهد، به‌طوری که مثانه‌های کوچک روی ساقه‌های زیرزمینی ریزجانداران را که در خاک اشباع‌شده ساکن هستند جذب می‌کنند. قسمت‌های قابل‌رویت گیاه گوشت‌خوار نیستند. در بالای زمین، تعدادی گل سفید با نشانه‌های آبی کم‌رنگ، خارهای خمیده به جلو و لوب‌های دوتایی که شبیه گوش خرگوش است وجود دارد.

## کشت
علف‌انبانی سندرسون در شرایطی رشد می‌کند که تکثیر آن در خانه نسبتاً آسان است و بنابراین به یک گیاه آپارتمانی محبوب تبدیل شده‌است که می‌تواند دمای تا ۱ درجه سانتی‌گراد را تحمل کند، اما یخ‌زدگی را تحمل نمی‌کند. باید همیشه مرطوب نگه داشته شود و برای گل‌دهی مداوم نیاز به نور متوسط دارد. قادر به انجام خود گرده‌افشانی نیست، بنابراین یک نمونه نر و یک ماده برای تولیدمثل جنسی مورد نیاز است، اما تولیدمثل غیرجنسی با تکه‌تکه شدن بسیار سریع‌تر و آسان‌تر است. این گیاه جایزه شایستگی باغ انجمن سلطنتی باغبانی را به‌دست آورده‌است.

## گیاه مهاجم
علف‌انبانی سندرسون در توافقنامه ملی آفات نیوزیلند فهرست شده‌است زیرا یک گونه مهاجم است.